# آيت مخلوف (كرول)
آيت مخلوف هو دُوَّار يقع بجماعة آيت ماجدن، إقليم أزيلال، جهة بني ملال خنيفرة في المملكة المغربية. ينتمي الدوّار لمشيخة كرول التي تضم 23 دوار. يقدر عدد سكانه بـ 43 نسمة حسب الإحصاء الرسمي للسكان والسكنى لسنة 2004.

## وصلات خارجية
- البوابة الوطنية للجماعات الترابية
- المندوبية السامية للتخطيط